# William Allis
William Phelps Allis (Menton, 15 de noviembre de 1901-Cambridge, 5 de marzo de 1999) fue un físico teórico estadounidense especializado en descargas eléctricas en gases. Era nieto de Edward P. Allis, fundador de EP Allis Company, que se convirtió en Allis-Chalmers.

## Primeros años
Recibió su SB en 1923 y SM en 1924 por el Instituto Tecnológico de Massachusetts (MIT). Se le concedió su Docteur ès science (Sc.D.) en física, en 1925, por la Universidad de Nancy en Francia. De 1925 a 1929 fue investigador asociado en el MIT. Fue allí donde conoció a Philip M. Morse, quien, por sugerencia de Karl T. Compton, hizo arreglos para estudios e investigaciones postdoctorales con Arnold Sommerfeld en la Universidad Ludwig Maximilian de Munich en 1930 y en la Universidad de Cambridge en la primavera y el verano de 1931.

## Carrera
A su regreso de Europa, fue instructor de física en el MIT de 1931 a 1934. Posteriormente fue nombrado profesor titular por el departamento de física del MIT en 1950, cargo que ocupó hasta que se convirtió en profesor emérito en 1967.
Durante la Segunda Guerra Mundial trabajó en el Laboratorio de Radiación del MIT realizando investigaciones sobre la teoría del magnetrón. Luego se unió al ejército de los Estados Unidos, donde sirvió en la Oficina de Enlace del Comité de Investigación de la Defensa Naval. También participó en la Operación Alsos. Alcanzó el rango de teniente coronel y fue condecorado con la Legión al Mérito en 1945.
En 1952 fue elegido miembro de la Academia Estadounidense de Artes y Ciencias,  donde también se desempeñó como vicepresidente.Fue uno de los cofundadores de la Conferencia de Electrónica Gaseosa de la Sociedad Estadounidense de Física, de la que se desempeñó como presidente de 1949 a 1962. Durante su licencia en el MIT durante dos años, 1962-1964, se desempeñó como subsecretario general de asuntos científicos de la Organización del Tratado del Atlántico Norte (NARUTO).
Dirigió el Proyecto Ashby, que debía determinar la viabilidad de construir un motor de fusión nuclear.